# سوانح و حوادث هوایی

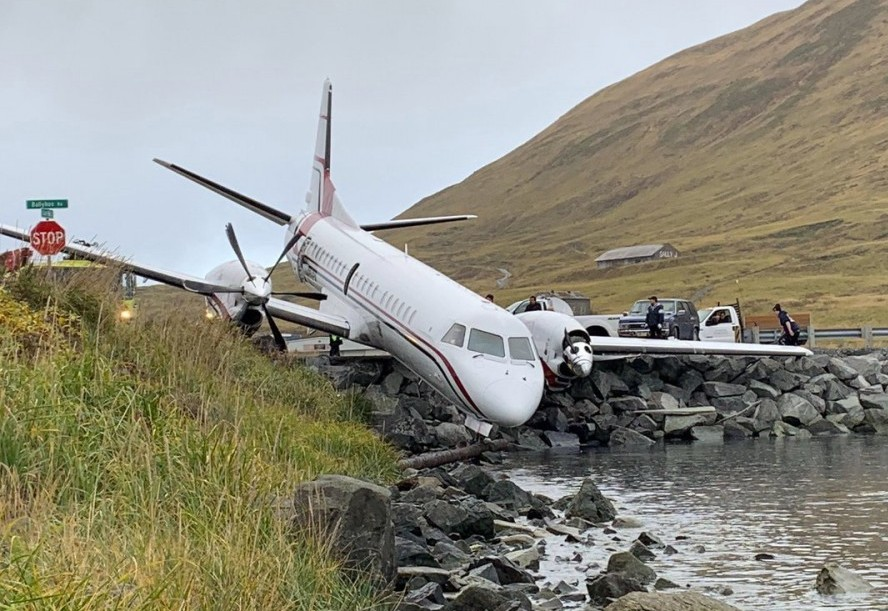
پرواز ۳۲۹۶ پن ایر پس از سانحهٔ فرود آن در سال ۲۰۱۹

سانحهٔ هوایی بر پایهٔ پیوست ۱۳ کنوانسیون بین‌المللی هوانوردی غیرنظامی به‌عنوان رویدادی مرتبط با عملیات هواپیما تعریف شده است که از زمانی رخ می‌دهد که هر شخص یا اشخاصی با قصد پرواز در هواپیما سوار می‌شود تا زمانی که همهٔ این افراد از هواپیما پیاده شوند و در حادثه، (الف) یک فرد به‌طور مرگبار یا شدید مجروح شده است، (ب) هواپیما آسیب قابل توجه یا خرابی ساختاری را متحمل شود یا (ج) هواپیما ناپدید شود یا به‌طور کامل غیرقابل دسترسی شود.
اگر هواپیمای غیرقابل تعمیر آسیب ببیند، گم شود یا کاملاً غیرقابل دسترسی شود، اتلاف بدنهٔ هواپیما رخ داده است.
نخستین سانحهٔ هوایی مرگبار در ۱۰ مه ۱۷۸۵ رخ داد، زمانی که یک بالن هوای گرم در شهر تولامور ایرلند سقوط کرد. این شهر در اثر آتش‌سوزی ناشی از آن که بیش از ۱۳۰ خانه را سوزاند، آسیب جدی دید. نخستین مورد سانحه که شامل یک هواپیمای موتوری بود، سقوط یک هواپیمای رایت مدل A در فورت مایر، ویرجینیا، در ایالات متحده در ۱۷ سپتامبر ۱۹۰۸ بود که مخترع و خلبان آن، اورویل رایت، مجروح شد و سرنشین، ستوان توماس سلفریج جان باخت.

## پیشینه
نخستبن سانحهٔ هوایی که در آن ۲۰۰ نفر یا بیشتر جان خود را از دست دادند، در ۳ مارس ۱۹۷۴ رخ داد. ۳۴۶ نفر در سقوط پرواز ۹۸۱ ترکیش ایرلاینز جان باختند. تا تاریخ آوریل ۲۰۲۴، در مجموع ۳۳ حادثهٔ هوایی رخ داده است که در آن ۲۰۰ نفر یا بیشتر جان خود را از دست داده‌اند.

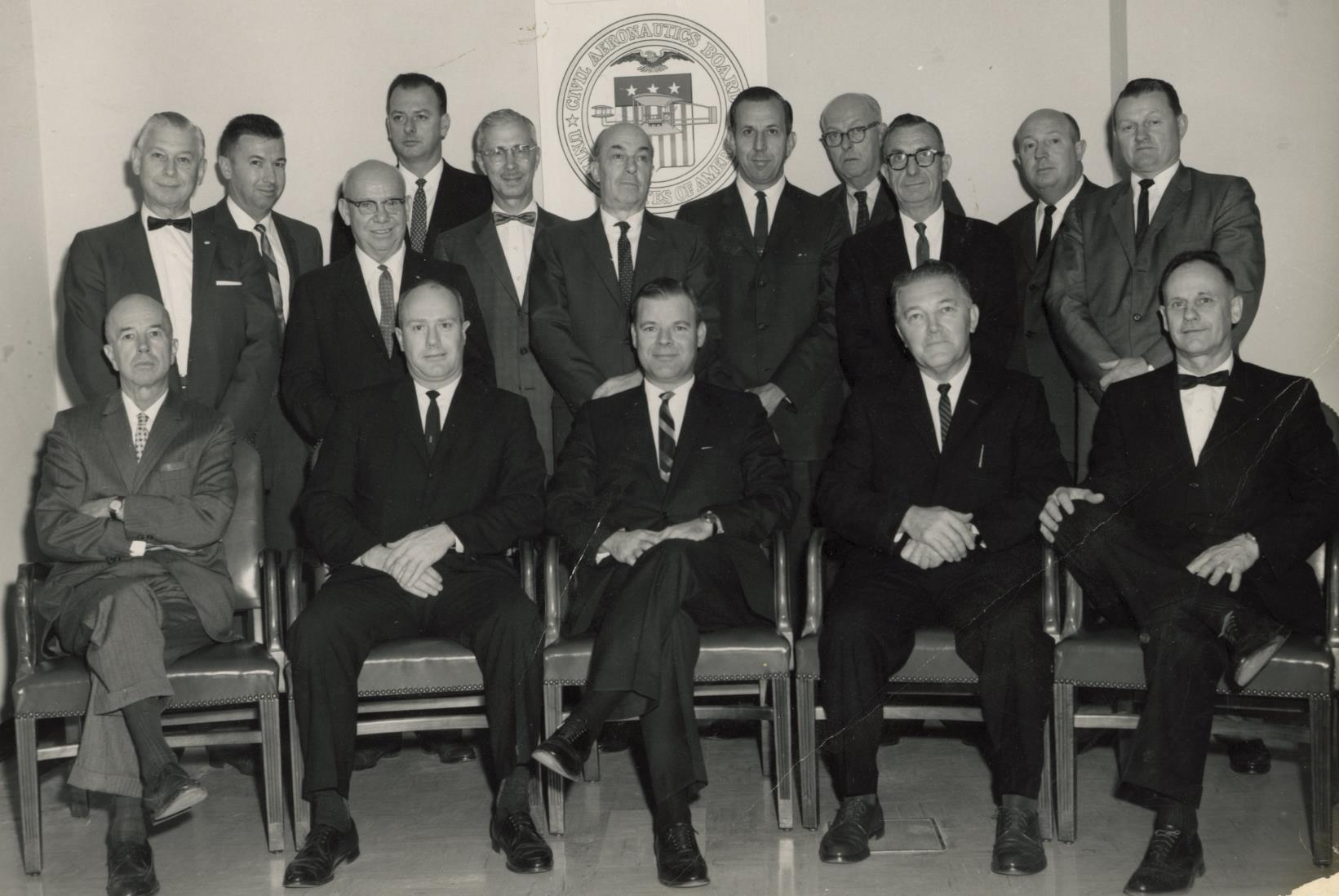
تیم بررسی سانحه از هیئت هوانوردی غیرنظامی در ۱۹۶۵

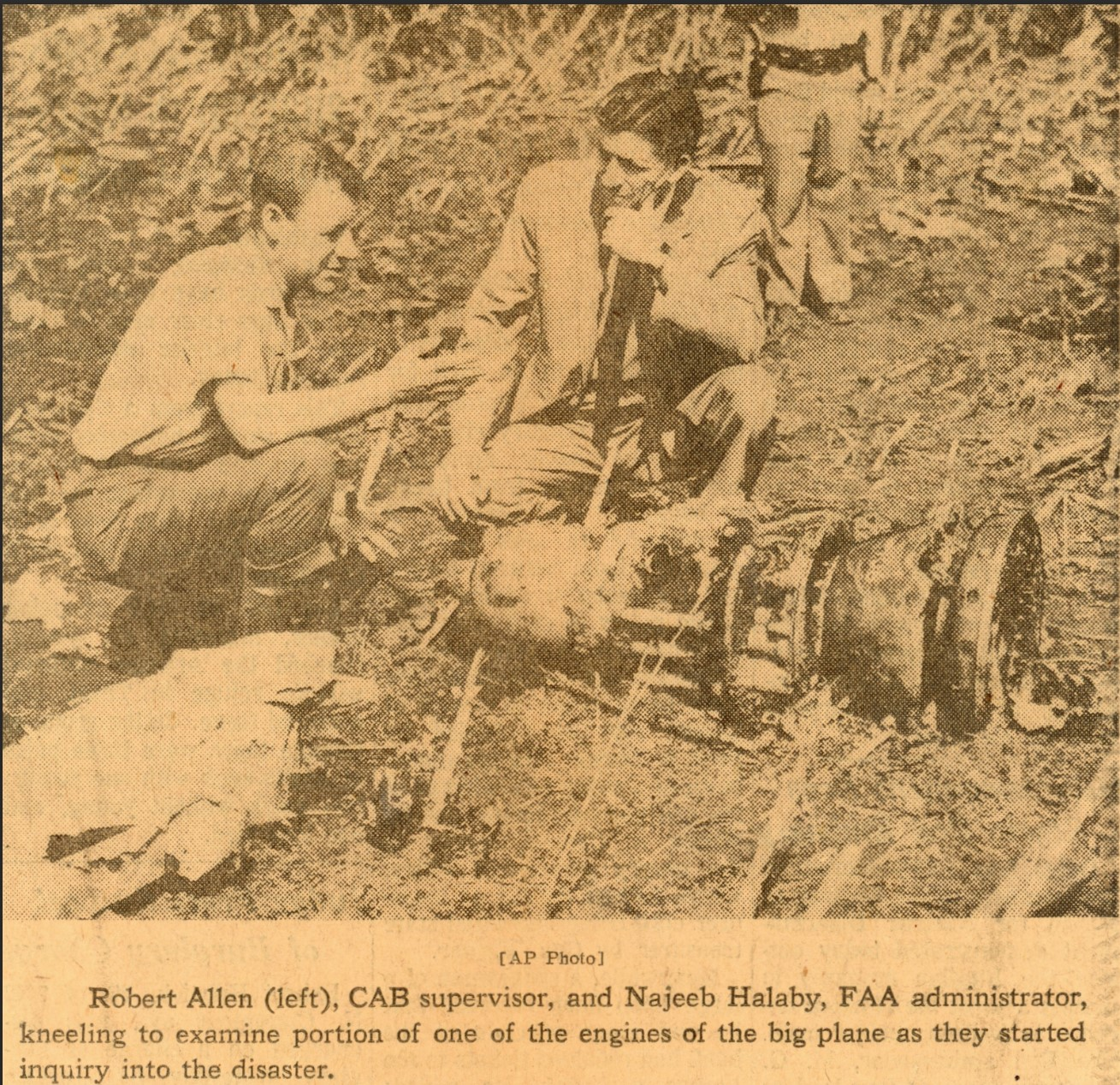
بابی آر. آلن ناظر CAB و نجیب حلبی، مدیر FAA در حال بحث دربارهٔ جزئیات حادثه. ۱۹۶۳

دورهٔ میان سال‌های ۱۹۵۸ تا ۱۹۶۸ شاهد رشدی سریع در هوانوردی بود. بهبود در ایمنی هوانوردی و روش‌های بررسی سانحه به‌سرعت در حال پیشرفت بود. در سال ۱۹۶۳، هیئت هوانوردی غیرنظامی، به رهبری معاون مدیر وقت بابی آر. آلن، مدرسهٔ ملی بررسی سانحهٔ هواپیما را در شهر اکلاهما تأسیس کرد.
سومین جلسهٔ بخش بررسی سوانح ایکائو که در ژانویهٔ ۱۹۶۵ در مونترآل، کانادا برگزار شد، پایه و اساس تحقیقات سوانح هوایی در سراسر جهان را پایه‌گذاری کرد. این پیشنهادها توسط مدیر دفتر ایمنی هیئت هوانوردی غیرنظامی - بابی آر. آلن، که ریاست هیئت ایالات متحده را بر عهده داشت، ارائه شد. ایالات متحده به‌طور رسمی در ۱۹۶۵ این پیشنهادها را پذیرفت.
۱۰ کشور با بیشترین تعداد حوادث مرگبار هواپیماهای مسافربری غیرنظامی از سال ۱۹۴۵ تا ۲۰۲۱ عبارت‌اند از: ایالات متحده، روسیه، کانادا، برزیل، کلمبیا، بریتانیا، فرانسه، اندونزی، مکزیک و هند. بریتانیا با ۱۱۰ سانحهٔ هوایی در این بازهٔ زمانی، بیشترین تعداد سانحهٔ هوایی را در اروپا دارد و اندونزی با ۱۰۴ مورد در آسیا بالاترین سوانح و پس از آن هند با ۹۵ سانحه قرار دارد.
بیشترین تلفات در یک هواپیما، ۵۲۰ کشته در سانحهٔ پرواز ۱۲۳ خطوط هوایی ژاپن در سال ۱۹۸۵ است. بزرگ‌ترین تلفات جانی در یک سانحهٔ هوایی، ۵۸۳ کشته در فاجعهٔ فرودگاه تنریف در سال ۱۹۷۷ است که در آن دو بوئینگ ۷۴۷ با هم برخورد کردند. بیشترین تلفات جانی مرتبط با رویدادهای هوایی ۲۹۹۶ کشته در انهدام هماهنگ تروریستی هواپیماها و ساختمان‌ها در حملات ۱۱ سپتامبر ۲۰۰۱ است.

### حملات ۱۱ سپتامبر

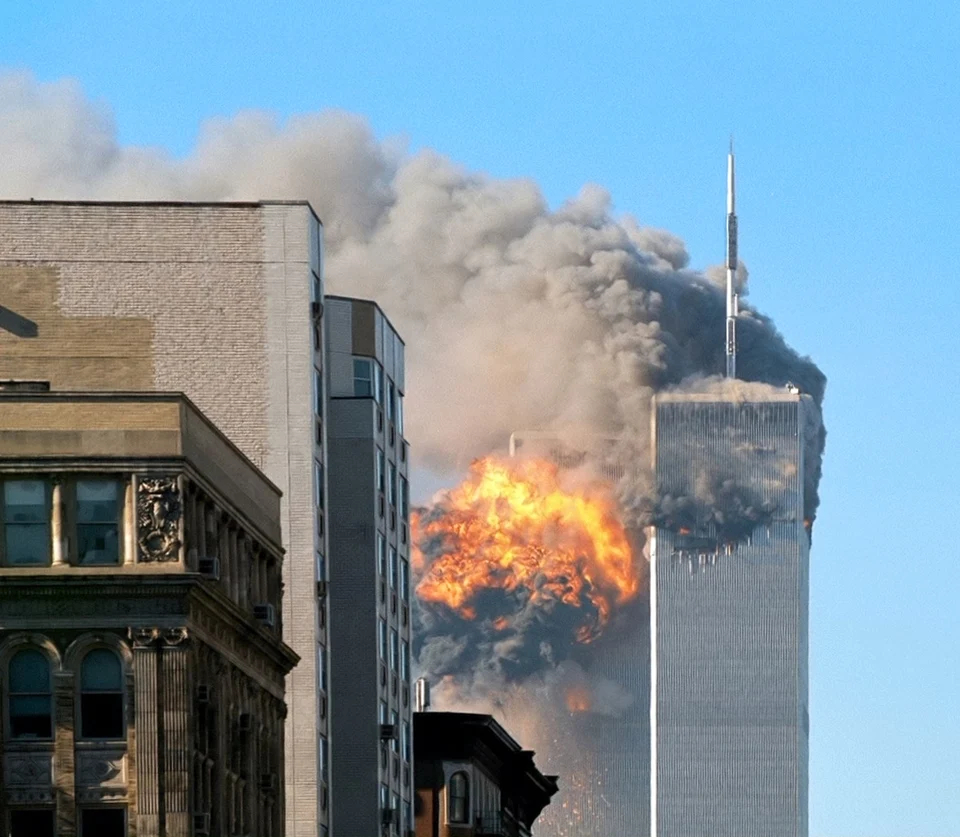
برخورد هواپیمای پرواز شمارهٔ ۱۷۵ خطوط هوایی یونایتد به برج جنوبی مرکز تجارت جهانی

۲۹۹۶: مرگبارترین فاجعهٔ مربوط به حمل و نقل هوایی شامل تلفات در هواپیما و روی زمین، تخریب مرکز تجارت جهانی در شهر نیویورک در ۱۱ سپتامبر ۲۰۰۱ بود. در آن صبح، چهار جت مسافربری، پس از برخاستن ربوده شدند. چهار هواپیمای ربوده‌شده متعاقباً در یک سری از چهار حملهٔ انتحاری هماهنگ‌شده علیه اماکن مهم آمریکا توسط ۱۹ تروریست اسلامی وابسته به القاعده برخورد کردند.

### فاجعهٔ تنریف

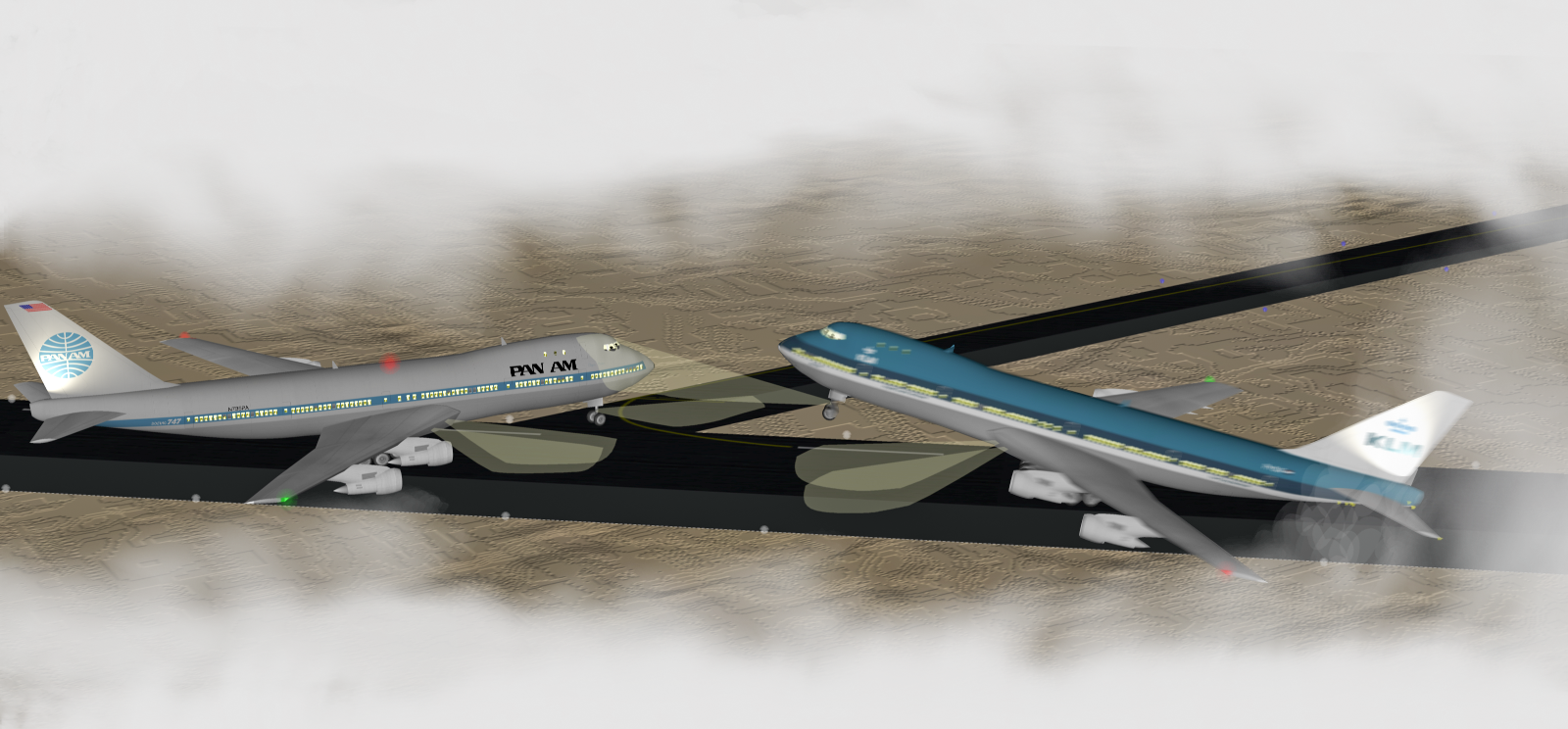
بازسازی گرافیک کامپیوتری لحظهٔ پیش از فاجعهٔ تنریف

۵۸۳: در جریان فاجعهٔ فرودگاه تنریف، که در ۲۷ مارس ۱۹۷۷ رخ داد، ۵۸۳ نفر بر اثر برخورد دو هواپیمای بوئینگ ۷۴۷، جان باختند.

### پرواز ۱۲۳ خطوط هوایی ژاپن
۵۲۰: سقوط پرواز ۱۲۳ خطوط هوایی ژاپن در ۱۲ اوت ۱۹۸۵، بیشترین تعداد تلفات را برای یک سانحهٔ تک‌هواپیمایی داشت که ۵۲۰ نفر در جریان سقوط یک بوئینگ ۷۴۷ جان باختند. این هواپیما دچار افت فشار کنترل‌نشده شد اما خلبانان توانستند هواپیما را به مدت ۳۲ دقیقه پس از نقص مکانیکی و پیش از برخورد با کوه در وضعیت پرواز نگه دارند. تمام ۱۵ خدمهٔ هواپیما و ۵۰۵ نفر از ۵۰۹ مسافر این هواپیما جان باختند. چهار مسافر از این حادثه به‌طور کامل جان سالم به‌در بردند، یعنی در زمان ترخیص از بیمارستان زنده بودند.

### سایر سوانح با تلفات ۲۰۰ نفر یا بیشتر
۳۴۶: در ۳ مارس ۱۹۷۴، پرواز ۹۸۱ ترکیش ایرلاینز، مک‌دانل داگلاس دی‌سی-۱۰، در جنگلی در شمال شرقی پاریس، فرانسه سقوط کرد. هواپیمای عازم لندن اندکی پس از بلند شدن از فرودگاه اورلی سقوط کرد. همهٔ ۳۴۶ سرنشین هواپیما جان باختند. این سانحه مرگبارترین سانحهٔ هوایی تمام دوران تا پیش از فاجعهٔ تنریف در سال ۱۹۷۷ بود. با این حال، در حال حاضر این سانحه مرگبارترین سانحهٔ تک‌هواپیما و بدون بازمانده است. این حادثه همچنین مرگبارترین سانحهٔ تک‌هواپیما بود که بوئینگ ۷۴۷ در آن نقش نداشت.
۳۲۹: در ۲۳ ژوئن ۱۹۸۵، پرواز ۱۸۲ ایر ایندیا، یک بوئینگ ۷۴۷–۲۳۷بی که از تورنتو و مونترآل به لندن و دهلی در حرکت بود، در سواحل جنوب غربی ایرلند با انفجار یک بمب در محفظهٔ بار هواپیما، سقوط کرد. همهٔ ۳۰۷ مسافر و ۲۲ خدمه جان خود را از دست دادند. یکی از مسافران با نام «ام. سینگ» برای این پرواز بلیط گرفته بود و سوار این هواپیما نشد اما چمدان او که حاوی بمب بود، در هواپیما بارگیری شد. «ام سینگ» هرگز شناسایی یا دستگیر نشد. بعدها مشخص شد که افراط‌گرایان سیک در انتقام حملهٔ دولت هند به معبد طلایی در شهر امریتسار که از نظر معنوی مهم‌ترین زیارتگاه سیک‌ها است، پشت این بمب‌گذاری بودند. در آن زمان این مرگبارترین حملهٔ تروریستی با هواپیما بود.
۳۰۱: در ۱۹ اوت ۱۹۸۰، خدمهٔ پرواز شمارهٔ ۱۶۳ خطوط هوایی عربستان سعودی که یک لاکهید ال-۱۰۱۱ بود پس از وقوع آتش‌سوزی در محفظهٔ بار عقب، در ریاض فرود اضطراری کردند. پس از فرود، همهٔ افراد درون کابین به‌دلیل تنفس دود بیهوش شده بودند و قادر به باز کردن درها یا تخلیه نبودند. همهٔ ۳۰۱ مسافر و خدمهٔ هواپیما پیش از این‌که خدمهٔ امدادی زمینی بتوانند دری را باز کنند در اثر خفگی جان باختند. پس از آن هواپیما آتش گرفت و در آتش سوخت.
۲۹۸: در ۱۷ ژوئیهٔ ۲۰۱۴، پرواز شمارهٔ ۱۷ خطوط هوایی مالزی، یک بوئینگ ۷۷۷، که از آمستردام به کوالالامپور پرواز می‌کرد، در منطقه‌ای از شرق اوکراین در نزدیکی مرز اوکراین و روسیه در جریان جنگ در دونباس مورد اصابت قرار گرفت. ۲۹۸ سرنشین در هواپیما بودند: ۲۸۳ مسافر و ۱۵ خدمه که همگی جان باختند. خدمهٔ هواپیما همگی مالزیایی بودند و مسافران از ملیت‌های مختلف بودند که بیشتر آن‌ها هلندی بودند. چندین هواپیمای نیروی هوایی اوکراین (UAF) پیش از حادثهٔ پرواز شمارهٔ ۱۷ بر فراز منطقهٔ تحت کنترل شورشیان سرنگون شده بودند. بلافاصله پس از سقوط، پستی در نمایهٔ شبکهٔ اجتماعی وی‌کی منتشر شد که به ایگور گیرکین، رهبر شبه‌نظامیان جدایی‌طلب دونباس نسبت داده می‌شود و مسئولیت سرنگونی یک هواپیمای ترابری نظامی اوکراینی آنتونوف ای‌ان-۲۶ در نزدیکی تورز را بر عهده گرفت. این پست بعداً در همان روز حذف شد و جدایی‌طلبان پس از آن سرنگونی هواپیما را تکذیب کردند.
۲۹۰: در ۳ ژوئیهٔ ۱۹۸۸، پرواز شمارهٔ ۶۵۵ ایران ایر، یک هواپیمای مسافربری غیرنظامی ایرباس ۳۰۰–۲۰۰ ایرانی، توسط دو موشک زمین به هوا از رزمناو نیروی دریایی آمریکا یواس‌اس وینسنس بر فراز تنگهٔ هرمز ساقط شد. همهٔ ۲۹۰ مسافر و خدمهٔ هواپیما جان باختند. سرنگونی این هواپیما به‌دلیل مجموعه‌ای از وقایع بود که باعث شد خدمهٔ ناو یواس‌اس وینسنس این باور را داشته باشند که هواپیمای مسافربری، یک اف-۱۴ تام‌کت نیروی هوایی ایران بوده است.
۲۷۵: در ۱۹ فوریهٔ ۲۰۰۳، یک هواپیمای نظامی ایرانی ایلوشین ایل-۷۶ در مناطق کوهستانی نزدیک کرمان در ایران سقوط کرد. گزارش رسمی می‌گوید هوای بد باعث سقوط هواپیما شد. وزش باد شدید و مه در زمان سقوط وجود داشت.
۲۷۳: در ۲۵ مه ۱۹۷۹، پرواز ۱۹۱ خطوط هوایی امریکن، مک‌دانل داگلاس دی‌سی-۱۰، اندکی پس از بلند شدن از باند فرودگاه شیکاگو اوهار، پس از جدا شدن موتور شمارهٔ یک (سمت چپ) و پایلون از بال، سقوط کرد. این حادثه ناشی از روش‌های نگهداری نامناسب بوده است. این سانحه منجر به جان باختن تمامی ۲۷۱ مسافر و خدمهٔ هواپیما و همچنین دو نفر روی زمین شد. این سانحه، مرگبارترین سانحهٔ هواپیمای تجاری در تاریخ ایالات متحده باقی مانده است، و همچنین مرگبارترین فاجعهٔ هوایی این کشور تا حملات ۱۱ سپتامبر در سال ۲۰۰۱ بود.
۲۷۰: در ۲۱ دسامبر ۱۹۸۸، پرواز شمارهٔ ۱۰۳ پان‌آم، یک بوئینگ ۷۴۷–۱۲۱ به مقصد فرودگاه بین‌المللی جان اف کندی و سپس دیترویت از فرودگاه هیترو لندن با یک بمب جاسازی‌شده توسط تروریست‌ها بر فراز شهر لاکربی، اسکاتلند منهدم شد. همهٔ ۲۵۹ سرنشین و ۱۱ نفر روی زمین (ساکنان شروود کرسنت، لاکربی)، جان باختند، این سانحه بدترین حملهٔ تروریستی با هواپیما در بریتانیا و مرگبارترین حملهٔ تروریستی در خاک بریتانیا است. پس از این سانحه، ادارهٔ هوانوردی فدرال تدابیر امنیتی جدیدی را برای خطوط هوایی آمریکایی که از ۱۰۳ فرودگاه در اروپای غربی و خاورمیانه پرواز می‌کنند، اعمال کرد.
۲۶۹: در ۱ سپتامبر ۱۹۸۳، یک هواگرد رهگیر سوخو-۱۵ شوروی، پرواز شمارهٔ ۰۰۷ هواپیمایی کره، یک بوئینگ ۷۴۷ که عازم فرودگاه بین‌المللی گیمپو در سئول، کرهٔ جنوبی بود را پس از پرواز در حریم هوایی شوروی سرنگون کرد. همهٔ ۲۶۹ سرنشین این هواپیما جان باختند.
۲۶۵: در ۱۲ نوامبر ۲۰۰۱، پرواز ۵۸۷ امریکن ایرلاینز، که یک ایرباس ای۳۰۰ بود، درست پس از خروج از فرودگاه بین‌المللی جان اف کندی به مقصد فرودگاه بین‌المللی لا امریکاس، سانتو دومینگو، در محلهٔ بل هاربر کوئینز، نیویورک، سقوط کرد. استفادهٔ بیش از حد افسر یکم پرواز از سکان در پاسخ به تلاطم بازمانده از گذر هواپیمای بوئینگ ۷۴۷ خطوط هوایی ژاپن به‌عنوان علت حادثه ذکر شد. همهٔ ۲۶۰ سرنشین هواپیما و همچنین ۵ شهروند بر روی زمین در این سانحه جان باختند. این دومین حادثهٔ مرگبار هوایی در خاک ایالات متحده، پس از پرواز ۱۹۱ خطوط هوایی امریکن است.
۲۶۴: در ۲۶ آوریل ۱۹۹۴، پرواز ۱۴۰ خطوط هوایی چین در حال تکمیل یک پرواز معمولی و نزدیک شدن به فرودگاه ناگویا در ژاپن بود که دچار سانحه شد.
۲۶۱: در ۱۱ ژوئیهٔ ۱۹۹۱، یک هواپیمای داگلاس دی‌سی-۸ در حال انجام پرواز ۲۱۲۰ نیجریه ایرویز، که توسط نیشن‌ایر کانادا اداره می‌شد، در جده، عربستان سعودی، پس از مشتعل شدن دو لاستیک هنگام برخاستن و ایجاد آتش‌سوزی در حین پرواز، سقوط کرد. همهٔ ۲۶۱ سرنشین پرواز کشته شدند. این مرگبارترین سانحهٔ هوایی شامل یک دی‌سی-۸، بزرگ‌ترین فاجعهٔ هوایی شامل یک هواپیمای ثبت‌شده در کانادا و دومین سانحهٔ هوایی بد در عربستان سعودی است (پس از پرواز ۱۶۳ خطوط هوایی عربستان سعودی - به بالا مراجعه شود).
۲۵۷: در ۱۱ آوریل ۲۰۱۸، سقوط هواپیمای ایل-۷۶ نیروی هوایی الجزایر اندکی پس از برخاستن از فرودگاه بوفاریک رخ داد و تمام ۲۵۷ سرنشین این هواپیما جان باختند.
۲۵۷: در ۲۸ نوامبر ۱۹۷۹، هواپیمای دی‌سی-۱۰ پرواز ۹۰۱ ایر نیوزیلند، در یک پرواز گشت‌وگذار در جنوبگان، با کوه اربوس در جزیرهٔ راس جنوبگان برخورد کرد و تمام ۲۵۷ سرنشین آن جان باختند. به خدمهٔ پرواز اطلاع داده نشده بود که مختصات کامپیوتر مسیر پروازی از شب پیش تغییر کرده بود و هواپیمای پرواز، به‌جای دریاراه مک‌موردو، مستقیماً به‌سمت کوه اربوس هدایت شده بود.
۲۳۹: در ۸ مارس ۲۰۱۴، بوئینگ ۷۷۷–۲۰۰ئی‌آر در حال پرواز ۳۷۰ خطوط هوایی مالزی، که از کوالالامپور، مالزی، به پکن، چین پرواز می‌کرد، ارتباط خود را با کنترل‌کننده‌های ترافیک هوایی بر فراز دریای چین جنوبی از دست داد، از مسیر برنامه‌ریزی‌شدهٔ خود منحرف شد و گمان می‌رود در جنوب اقیانوس هند گم شده است. این هواپیما حامل ۱۲ خدمهٔ مالزیایی و ۲۲۷ مسافر از ۱۵ کشور بود که گمان می‌رود همهٔ آن‌ها جان باخته باشند. یک تلاش چندملیتی که گسترده‌ترین و پرهزینه‌ترین در تاریخ هوانوردی است، تاکنون نتوانسته است هواپیما را پیدا کند، البته بقایایی از این هواپیما از سواحل اطراف اقیانوس هند بازیابی شده است. نظریه‌های متعددی برای توضیح ناپدید شدن هواپیمای این پرواز ارائه شده است، اما هیچ‌کدام تأیید نشده است.
۲۳۴: در ۲۶ سپتامبر ۱۹۹۷، یک ایرباس ای۳۰۰ بی-۴، پرواز ۱۵۲ گارودا اندونزی که از جاکارتا، اندونزی برخاسته و آمادهٔ فرود در مدان، سوماترای شمالی بود، در مناطق کوهستانی سقوط کرد و ۲۳۴ سرنشین آن جان باختند. دلایل سانحه شامل چرخش به چپ به‌جای راست طبق دستور برج مراقبت و پایین‌تر رفتن از ارتفاع تعیین‌شدهٔ ۲۰۰۰ فوتی به‌دلیل خطای خلبان بود. این مرگبارترین فاجعهٔ هوایی در تاریخ اندونزی است.
۲۳۰: در ۱۷ ژوئیهٔ ۱۹۹۶، یک هواپیمای بوئینگ ۷۴۷–۱۳۱، پرواز تی‌دبلیوای ۸۰۰ با ۲۳۰ سرنشین، اندکی پس از پرواز از فرودگاه بین‌المللی جان اف کندی منفجر شد و در اقیانوس اطلس سقوط کرد. مسیر مقصد این پرواز، پاریس و رم بود. تحقیقات طولانی به این نتیجه رسید که علت احتمالی حادثه، اتصال کوتاه در مخزن سوخت است که حاوی مخلوط انفجاری بخار سوخت و هوا بود. در نتیجه، الزامات جدیدی برای جلوگیری از انفجار مخزن سوخت در آینده در هواپیماها ایجاد شد.
۲۲۹: در ۲ سپتامبر ۱۹۹۸، هواپیمای مک‌دانل داگلاس ام‌دی-۱۱، پرواز شمارهٔ ۱۱۱ سوئیس‌ایر، حامل ۲۱۵ مسافر و ۱۴ خدمه در حال پرواز از شهر نیویورک به ژنو، سوئیس، در نزدیکی هالیفاکس، نوا اسکوشیا، کانادا، در اقیانوس اطلس سقوط کرد.
۲۲۸: در ۱ ژوئن ۲۰۰۹، ایرباس ای۳۳۰، پرواز ۴۴۷ ایرفرانس، با ۲۲۸ سرنشین، از ریو دو ژانیرو، برزیل به پاریس، فرانسه در حرکت بود که در اقیانوس اطلس سقوط کرد. ضبط‌کننده‌های پرواز هواپیما تا مه ۲۰۱۱ از کف اقیانوس پیدا نشد و گزارش نهایی تحقیقات در ژوئیهٔ ۲۰۱۲ منتشر شد. مشخص شد که فاجعه احتمالاً به‌دلیل مسدود شدن لوله‌های پیتوت هواپیما توسط کریستال‌های یخ بوده که باعث قطع ارتباط خلبان خودکار شده است. خدمهٔ پرواز نیز واکنش نادرستی نشان دادند که منجر به یک واماندگی آیرودینامیکی شد که این جت دیگر از آن خارج نشد.
۲۲۸: در ۶ اوت ۱۹۹۷، بوئینگ ۷۴۷ پرواز ۸۰۱ هواپیمایی کُره، در هنگام فرود، در نزدیکی فرودگاه بین‌المللی در قلمرو ایالات متحده در گوام سقوط کرد و ۲۲۸ نفر از ۲۵۴ سرنشین آن جان باختند. عوامل مؤثر در سقوط، خستگی و خطا توسط خدمهٔ پرواز، آموزش ناکافی خدمهٔ پرواز و مشکل در سیستم هشدار ارتفاع فرودگاه بود.
۲۲۷: در ۸ ژانویهٔ ۱۹۹۶، یک هواپیمای آنتونوف ای‌ان-۳۲ با شش خدمه در فرودگاه ان دولو، کینشاسا، جمهوری دموکراتیک کنگو، پس از فرود، از باند فرودگاه خارج شد و به یک بازار برخورد کرد. چهار نفر از سرنشینان هواپیما جان سالم به‌در بردند اما ۲۲۵ نفر در روی زمین جان باختند و حدود ۵۰۰ نفر مجروح شدند (برآورد می‌شود ۲۵۳ نفر به‌شدت مجروح شده باشند). این سانحه بیشترین تلفات زمینی از افراد غیرمسافر را در سوانح هوایی به ثبت رسانده (بدون احتساب حملات ۱۱ سپتامبر) است و با عنوان سقوط ۱۹۹۶ ایر آفریقا شناخته می‌شود.
۲۲۵: در ۲۵ مه ۲۰۰۲، بوئینگ ۷۴۷، پرواز ۶۱۱ چاینا ایرلاینز، که عازم فرودگاه بین‌المللی هنگ کنگ در هنگ کنگ بود، ۲۰ دقیقه پس از برخاستن از فرودگاه بین‌المللی چیانگ کای‌شک در تنگهٔ تایوان در هوا متلاشی شد و سقوط کرد. این سانحه که منجر به جان باختن همهٔ ۲۰۶ مسافر و ۱۹ خدمهٔ پرواز شد، ناشی از تعمیرات نادرست هواپیما در ۲۲ سال قبل بود که دم هواپیما با زمین برخورد کرده بود.
۲۲۴: در ۳۱ اکتبر ۲۰۱۵، ایرباس ای۳۲۱، پرواز ۹۲۶۸ متروجت، پس از خروج از فرودگاه بین‌المللی شرم‌الشیخ، مصر، در مسیر فرودگاه پولکوو، سنت پترزبورگ، روسیه، در شبه‌جزیرهٔ سینا سقوط کرد. تمامی ۲۲۴ سرنشین این هواپیما جان باختند. شاخه‌ای از دولت اسلامی عراق و شام مسئولیت سرنگونی این جت را بر عهده گرفت و تحقیقات روسیه به این نتیجه رسید که یک بمب در درون هواپیما در ارتفاع بالا منفجر شده است.
۲۲۳: در ۲۶ مه ۱۹۹۱، یک بوئینگ ۷۶۷، در پرواز ۰۰۴ لائودا ایر، در هوا بر فراز منطقه‌ای دورافتاده از تایلند متلاشی شد و تمام ۲۲۳ سرنشین هواپیما جان باختند. این هواپیما که از فرودگاه کای تک هنگ کنگ برخاست و در فرودگاه بین‌المللی دن موئنگ در بانکوک، تایلند توقف داشت، در مسیر فرودگاه بین‌المللی وین، وین، اتریش بود که این حادثه رخ داد.
۲۱۷: در ۳۱ اکتبر ۱۹۹۹، بوئینگ ۷۶۷، پرواز ۹۹۰ هواپیمایی مصر، که از فرودگاه بین‌المللی لس آنجلس، ایالات متحده، برخاسته بود، به‌سوی فرودگاه بین‌المللی قاهره، مصر، می‌رفت و توقفی در فرودگاه بین‌المللی جان اف کندی در شهر نیویورک داشت، در اقیانوس اطلس در جنوب جزیرهٔ نانتاکت، ماساچوست سقوط کرد و همگی ۲۱۷ سرنشین هواپیما جان باختند. هیئت ملی ایمنی ترابری تشخیص داد که علت احتمالی سقوط، اقدام عمدی افسر یکم امداد در پاسخ به حذف وی از خدمات بین‌المللی در اجیپت‌ایر بوده است، یافته‌ای که توسط مقامات مصری که دلیل دیگری برای این حادثه عنوان می‌کنند، مورد مناقشه قرار گرفته است.
۲۱۳: در ۱ ژانویهٔ ۱۹۷۸، بوئینگ ۷۴۷، پرواز ۸۵۵ ایر ایندیا، در دریای عرب در نزدیکی سواحل بمبئی، هند سقوط کرد و تمام ۲۱۳ سرنشین آن جان باختند. تحقیقات به این نتیجه رسید که کاپیتان پس از از کار افتادن یکی از ابزارهای پرواز در کابین خلبان دچار سردرگمی شد و منجر به «اقدامات غیرمنطقی» شد که در انتها باعث سقوط هواپیما شد.
۲۰۲: در ۱۶ فوریهٔ ۱۹۹۸، ایرباس ای۳۰۰، پرواز شمارهٔ ۶۷۶ خطوط هوایی چین، که از فرودگاه بین‌المللی انگوراه رای در بالی، اندونزی، به‌سمت فرودگاه بین‌المللی چیانگ کای‌شک (فرودگاه بین‌المللی تائویوان تایوان کنونی)، تایوان در حرکت بود، در یک جاده و محله‌ای مسکونی در تائویوان، تایوان سقوط کرد و منجر به جان باختن ۱۸۲ مسافر، ۱۴ خدمه و شش نفر در زمین شد.
۲۰۰: در ۱۰ ژوئیهٔ ۱۹۸۵، توپولف تو-۱۵۴، پرواز ۷۴۲۵ ایرفلوت، در مسیر داخلی نخشب - اوفا - لنینگراد، در نزدیکی اوچ‌قدوق، جمهوری شوروی سوسیالیستی ازبکستان، در مسیر خود سقوط کرد. همهٔ ۲۰۰ سرنشین هواپیما جان باختند. تحقیقات به این نتیجه رسید که هواپیما به‌دلیل اشتباه خلبان سقوط کرده است.

## آمار

### دفتر آرشیو سوانح هواپیما (B3A)

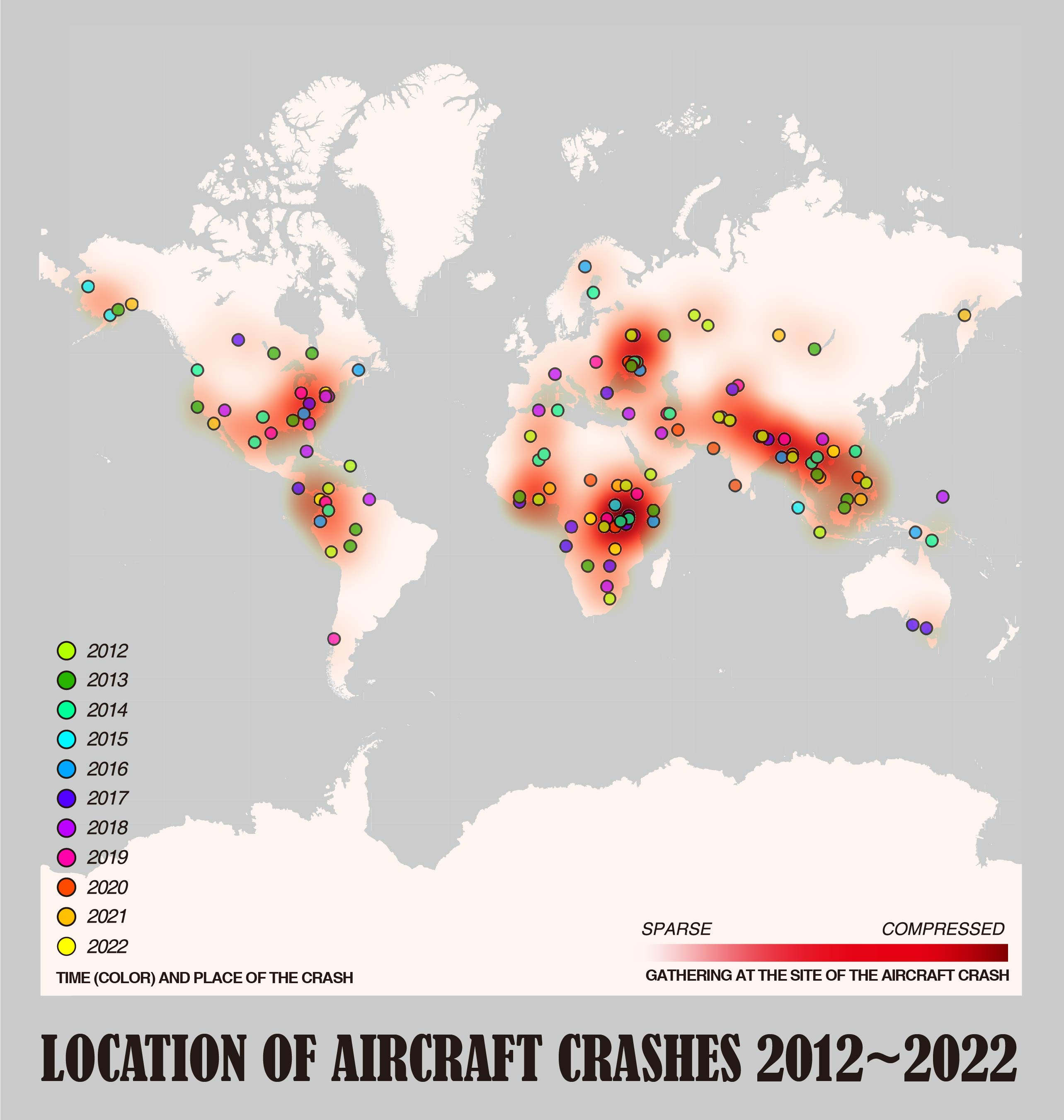
محل سقوط هواپیماها از سال ۲۰۱۲ تا ۲۰۲۲

دفتر آرشیو سوانح هواپیما (B3A)، که در گذشته با عنوان دفتر ثبت سقوط هواپیما (ACRO) شناخته می‌شد، یک سازمان غیردولتی مستقر در ژنو، سوئیس، آماری از سوانح هوایی هواپیماهایی که قادر به حمل بیش از شش مسافر هستند، به استثنای هلیکوپترها، بالن‌ها و هواپیماهای جنگی جمع‌آوری می‌کند. این دفتر، تنها سقوط‌هایی را در نظر می‌گیرد که در آن هواپیما چنان آسیب دیده است که از خدمت خارج می‌شود، که باعث کاهش بیشتر آمار حوادث و تلفات در مقایسه با برخی داده‌های دیگر می‌شود. مجموع تلفات ناشی از سوانح هوایی از سال ۱۹۷۰ تاکنون ۸۳۷۷۲ نفر بوده است. تعداد کل حوادث نیز ۱۱۱۶۴ مورد است.
بر پایهٔ گزارش این دفتر، سال‌های اخیر به‌طور قابل توجهی برای هوانوردی ایمن‌تر بوده است. بر پایهٔ آمارها، کمتر از ۱۷۰ حادثه در هر سال بین سال‌های ۲۰۰۹ و ۲۰۱۷، رخ داده است در مقایسه با ۲۲۶ مورد در سال ۱۹۹۸.

سال ۲۰۱۴ شامل ناپدید شدن پرواز ۳۷۰ هواپیمایی مالزی بر فراز اقیانوس هند و سرنگونی پرواز شمارهٔ ۱۷ هواپیمایی مالزی به‌عنوان بخشی از جنگ در دونباس بود. تعداد کل تلفات سوانح هوایی در سال ۲۰۱۴، ۸۶۹ نفر بیشتر از سال ۲۰۱۳ بوده است. 

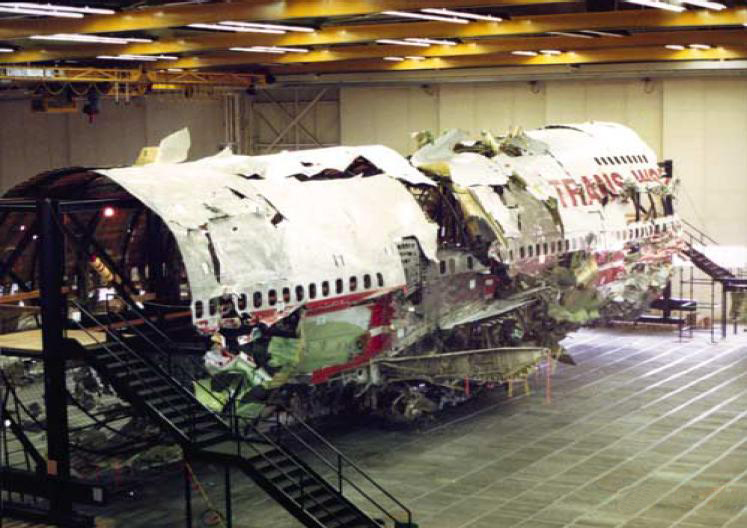
لاشهٔ بازسازی‌شدهٔ هواپیمای پرواز تی‌دبلیوای ۸۰۰ در آشیانه‌ای در پارک هوایی استیجاری کلورتون، ایالت نیویورک

| سال  | جان‌باختگان | تعداد سوانح |
| ---- | ---------- | ----------- |
| ۱۹۷۰ | ۲٬۲۲۶      | ۲۹۸         |
| ۱۹۷۱ | ۲٬۲۲۸      | ۲۷۱         |
| ۱۹۷۲ | ۳٬۳۴۶      | ۳۴۴         |
| ۱۹۷۳ | ۲٬۸۱۴      | ۳۳۳         |
| ۱۹۷۴ | ۲٬۶۲۱      | ۲۷۰         |
| ۱۹۷۵ | ۱٬۸۵۶      | ۳۱۶         |
| ۱۹۷۶ | ۲٬۴۱۹      | ۲۷۷         |
| ۱۹۷۷ | ۲٬۴۴۹      | ۳۴۰         |
| ۱۹۷۸ | ۲٬۰۴۲      | ۳۵۶         |
| ۱۹۷۹ | ۲٬۵۱۱      | ۳۲۸         |
| ۱۹۸۰ | ۲٬۲۰۳      | ۳۲۵         |
| ۱۹۸۱ | ۱٬۵۰۶      | ۲۷۲         |
| ۱۹۸۲ | ۱٬۹۵۸      | ۲۵۰         |
| ۱۹۸۳ | ۱٬۹۲۱      | ۲۳۸         |
| ۱۹۸۴ | ۱٬۲۷۳      | ۲۳۴         |
| ۱۹۸۵ | ۲٬۹۶۸      | ۲۶۱         |
| ۱۹۸۶ | ۱٬۷۶۳      | ۲۳۸         |
| ۱۹۸۷ | ۲٬۰۶۴      | ۲۷۷         |
| ۱۹۸۸ | ۲٬۳۱۳      | ۲۵۴         |
| ۱۹۸۹ | ۲٬۵۰۷      | ۲۶۵         |
| ۱۹۹۰ | ۱٬۶۳۱      | ۲۶۱         |
| ۱۹۹۱ | ۱٬۹۵۷      | ۲۴۰         |
| ۱۹۹۲ | ۲٬۲۹۹      | ۲۶۶         |
| ۱۹۹۳ | ۱٬۷۶۰      | ۲۷۵         |
| ۱۹۹۴ | ۲٬۰۱۸      | ۲۳۱         |
| ۱۹۹۵ | ۱٬۸۲۸      | ۲۶۶         |
| ۱۹۹۶ | ۲٬۷۹۶      | ۲۵۱         |
| ۱۹۹۷ | ۱٬۷۶۸      | ۲۳۲         |
| ۱۹۹۸ | ۱٬۷۲۱      | ۲۲۵         |
| ۱۹۹۹ | ۱٬۱۵۰      | ۲۲۱         |
| ۲۰۰۰ | ۱٬۵۸۶      | ۱۹۸         |
| ۲۰۰۱ | ۱٬۵۳۹      | ۲۱۰         |
| ۲۰۰۲ | ۱٬۴۱۸      | ۱۹۷         |
| ۲۰۰۳ | ۱٬۲۳۳      | ۲۰۱         |
| ۲۰۰۴ | ۷۶۷        | ۱۷۸         |
| ۲۰۰۵ | ۱٬۴۶۳      | ۱۹۴         |
| ۲۰۰۶ | ۱٬۲۹۸      | ۱۹۲         |
| ۲۰۰۷ | ۹۸۱        | ۱۶۹         |
| ۲۰۰۸ | ۹۵۲        | ۱۸۹         |
| ۲۰۰۹ | ۱٬۱۰۸      | ۱۶۳         |
| ۲۰۱۰ | ۱٬۱۳۰      | ۱۶۲         |
| ۲۰۱۱ | ۸۲۸        | ۱۵۴         |
| ۲۰۱۲ | ۸۰۰        | ۱۵۶         |
| ۲۰۱۳ | ۴۵۹        | ۱۳۸         |
| ۲۰۱۴ | ۱٬۳۲۸      | ۱۲۲         |
| ۲۰۱۵ | ۸۹۸        | ۱۲۳         |
| ۲۰۱۶ | ۶۲۹        | ۱۰۲         |
| ۲۰۱۷ | ۳۹۹        | ۱۰۱         |
| ۲۰۱۸ | ۱٬۰۴۰      | ۱۱۳         |
| ۲۰۱۹ | ۵۷۸        | ۱۲۵         |
| ۲۰۲۰ | ۴۶۳        | ۹۰          |
| ۲۰۲۱ | ۴۱۴        | ۱۱۳         |
| ۲۰۲۲ | ۳۵۷        | ۱۰۰         |
| ۲۰۲۳ | ۲۲۹        | ۸۲          |

| Air accident fatalities recorded by ACRO 1918–2016 | Air accident incidents recorded by ACRO 1918–2016 |

## برای مطالعهٔ بیشتر
- - Airbus Industrie. Commercial Aviation Accidents, 1958–2014: A Statistical Analysis. Blagnac Cedex, France: Airbus, 2015 13p.
- Bordoni, Antonio. Airlife's Register Of Aircraft Accidents: Facts, Statistics and Analysis of Civil Accidents since 1951. Shrewsbury: Airlife, 1997 شابک ‎۱۸۵۳۱۰۹۰۲۹ 401p.
- S A Cullen MD FRCPath FRAeS. "Injuries in Fatal Aircraft Accidents بایگانی‌شده  در ژانویه ۲, ۲۰۱۱ توسط Wayback Machine" (Archive). NATO.